# Murray Marsh
Murray Marsh är en sumpmark i Kanada.   Den ligger i provinsen Ontario, i den sydöstra delen av landet, 210 km sydväst om huvudstaden Ottawa.
Omgivningarna runt Murray Marsh är en mosaik av jordbruksmark och naturlig växtlighet. Runt Murray Marsh är det ganska glesbefolkat, med 38 invånare per kvadratkilometer.